# Thatgamecompany
Thatgamecompany är en privatägd oberoende spelstudio som grundades av Kellee Santiago och Jenova Chen i maj 2006, efter att båda avlagt en masters degree vid University of Southern California. Studion var tidigare en utvecklare för Sony Computer Entertainment, då de hade till uppgift att producera tre nedladdningsbara spel för PlayStation 3:s PlayStation Network. Deras första spel var en omarbetad version av Jenova Chens prisvinnande flashspel Flow. Spelet släpptes år 2007 via Playstation Store. Företagets andra spel, Flower, släpptes år 2009 och deras tredje spel, Journey, släpptes år 2012; även dessa två såldes till en början endast via PlayStation Store. 
Företagets fokus, enligt dem själva, ligger på att göra spel som skapar en emotionell respons hos spelaren. Spelutvecklarna hävdar att de inte har något emot att skapa mer actionorienterade spel, men anser att det redan finns tillräckligt av dessa på marknaden. När företaget designar ett spel börjar de med att kartlägga vad de vill att spelaren ska känna, istället för att använda den mer traditionella metoden att först etablera spelmekaniken. De anställda har även hävdat att företaget inte planerar att producera några större spel med fokus på höga försäljningssiffror, då de anser att trycket skulle bli för högt och därmed hämma innovationen.

## Historia
Under hösten 2005 började Jenova Chen och Kellee Santiago fundera på att skapa en egen spelstudio. De studerade båda sitt sista år som master-studenter inom USC Interactive Media & Games Division vid University of Southern California's School of Cinematic Arts, och hade precis släppt spelet Cloud som de utvecklat tillsammans med andra studenter. Gruppen såg projektet Cloud som ett experiment i att försöka skapa ett spel som skulle "uttrycka något annat som spel inte uttryckt förut", och även undersöka allmänhetens intresse för spel av detta slag. Tack vare spelets positiva mottagande började Kellee Santiago och Jenova Chen på allvar fundera på att starta egen spelstudio, så att de skulle kunna fortsätta skapa spel som Cloud, där designen inte är baserad på spelets mekanik utan istället försöker generera känslor.

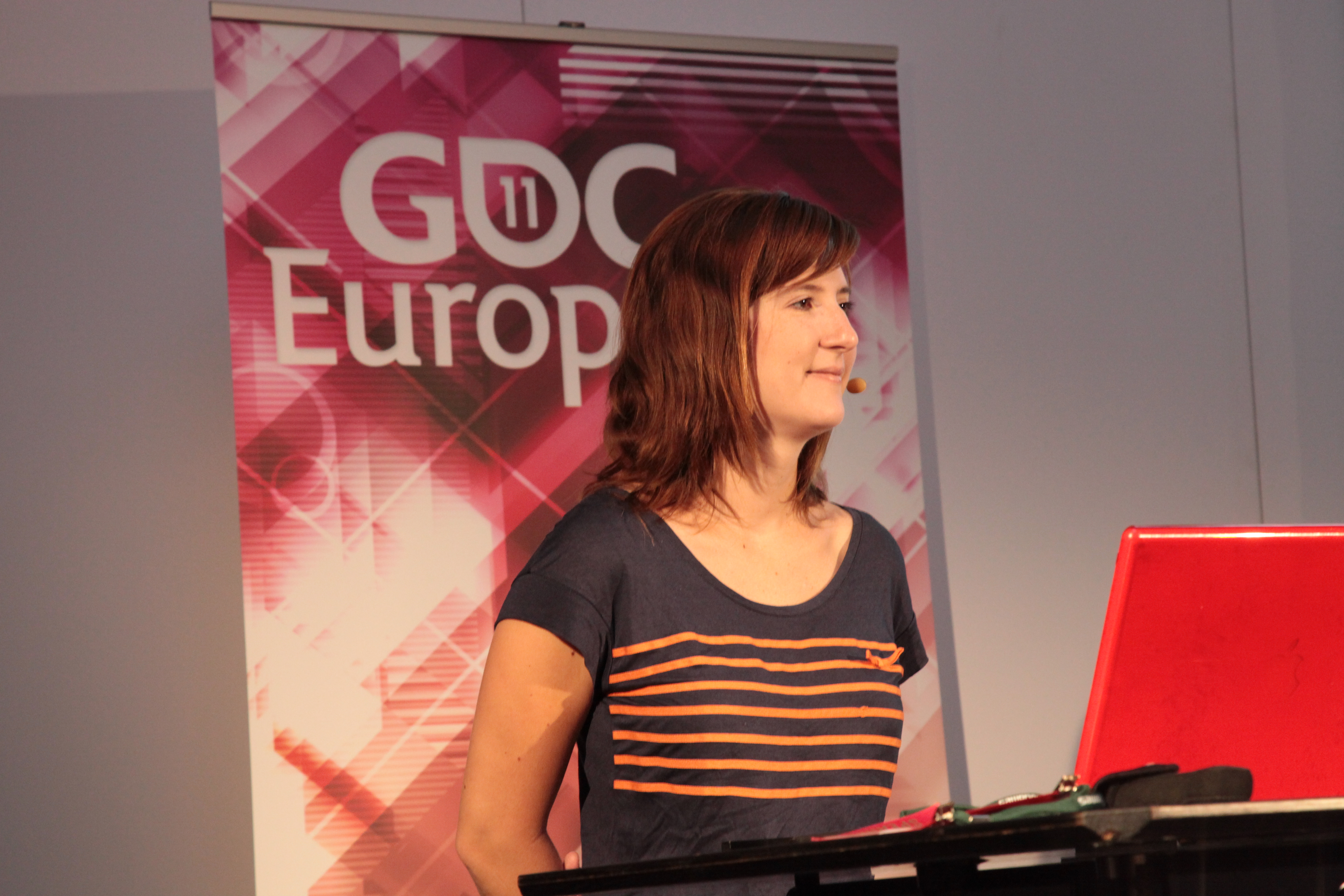
Kellee Santiago, medgrundare till Thatgamecompany, under Game Developers Conference, 2011.

Vid denna tidpunkt började digital distribution bli populärt. De såg båda detta som en möjlighet att skapa spel utan den finansiella risk som andra distributionsmetoder skulle medföra. Den enda andra möjligheten de såg var att arbeta för andra spelföretag och på så sätt säkra finansiering för egna spel. Thatgamecompany grundades den 15 maj 2006 när Santiago och Chen båda avslutat sina mastersexamen.  Företaget skrev snart på ett kontrakt med Sony Computer Entertainment, som blivit imponerade av Jenova Chens Flashspel Flow som varit en del av hans examensarbete vid universitet. Enligt kontraktet skulle företaget producera tre spel för det kommande Playstation Network:s distributionssystem, och fick därmed såddkapital samt ett kontor hos Sony i Los Angeles.
Från början bestod Thatgamecompany av Jenova Chen, Kellee Santiago, Nick Clark (som även samarbetat med Flow) och John Edwards. Kellee Santiago var VD för företaget samt producent för dess spel, medan Jenova Chen var lead designer, John Edward lead engineer och Nick Clark designer.  Trots att de funderade på att adaptera Cloud som sin första produkt till Sony, bestämde de sig senare att Flow skulle vara ett bättre val då det var "mer konkret i sin design". De kände även att Flow skulle vara enklare att utveckla, då de fortfarande byggde upp företaget. Ingen av dess anställda hade någon vana av att hantera vare sig ett företag, eller att skapa en kommersiellt produkt. Under utvecklingen arbetatde Jenova Chen en kort tid tillsammans med Maxis med deras spel Spore. Flera kontraktsanställda var med och utvecklade Flow, inklusive kompositören Austin Wintory.
Företaget beräknade från början att Flow skulle ta ungefär fyra månader att utveckla och att det skulle bli klart när Playstation Network öppnades i november 2006. Dock dröjde det fram till februari 2007 innan det släpptes, och då innehöll det inte ens "hälften av ursprungsdesignen". Enligt Kellee Santiago hade den producent som Sony utsett till att bevaka projektet förutsett att de hade underskattat den tid det skulle ta att utveckla spelet, och var inte överraskad av förseningen. Spelet fick ändå ett varmt mottagande. Det blev det mest nerladdade spelet på Playstation Network 2007 och nominerades till 2008 års Best Downloadable Game of the Year av Academy of Interactive Arts & Sciences Interactive Achievement Awards, och Best Innovation vid 2007 års British Academy of Film and Television Arts. Efter att Flow släppts skapades ett expansionspaket, och en PlayStation Portable-version av spelet av studion SuperVillain Studios. Thatgamecompany var inte involverad i utvecklingen inom något av dessa spel, förutom att se till att de båda behöll samma design och grafiska form som originalet. Detta då de var upptagna med att skapa deras nya spel lower. 
Flower var Thatgamecompanys "första spel utanför det akademiska skyddsnätet", enligt Kellee Santiago. Mellan sex och nio personer var involverade i olika steg under dess utveckling och Jenova Chen fanns med under hela projekts gång. Spelets musik komponerades av Vincent Diamante, som tidigare arbetat tillsammans med Chen och Santiago under skapandet av Cloud. Spelet tog två år att utveckla, men de tillbringade tre fjärdedelar av tiden i prototypstadiet. När de väl bestämt vilka element Flower skulle innehålla, tog det bara sex månader att färdigställa. Precis som med Flow, så blev Flower väl mottaget när det släpptes i februari 2009. Spelet blev ett av de tio mest sålda spelen på Playstation Network samma år, och tilldelades flera utmärkelser. Efter utgivningen av Flower flyttade Thatgamecompany till en egen byggnad i Los Angeles.

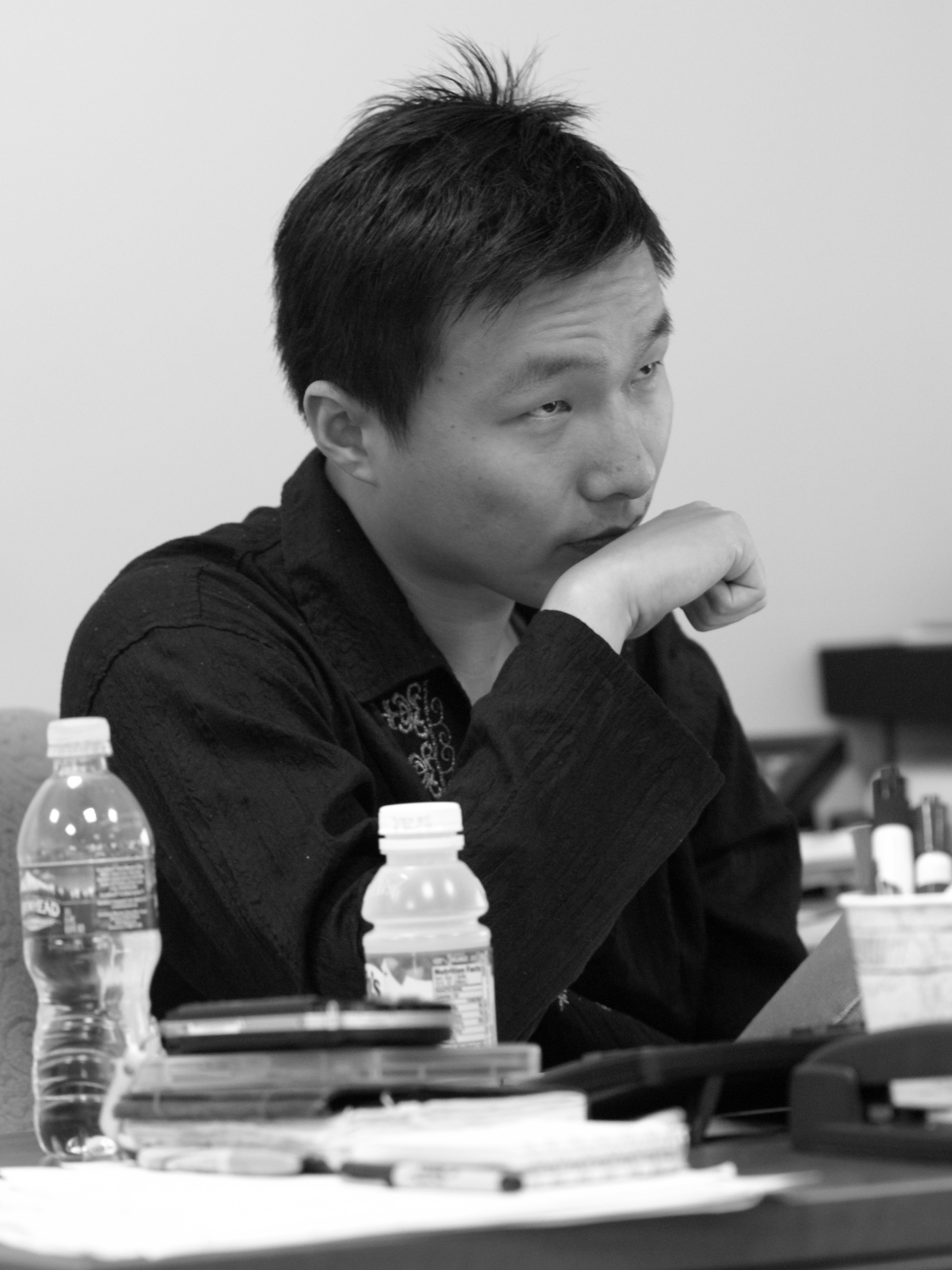
Jenova Chen, medgrundare till företaget, 2007.

Företagets senaste projekt är Journey, som släpptes den 13 mars 2012. Det var det sista spelet enligt det kontrakt företaget signerat med Sony och utvecklades av en grupp på fjorton personer. Gruppen innefattade inte Kellee Santiago som istället fokuserade på sina uppgifter som företagets verkställande direktör. Ny producent för spelet blev Robin Hunicke. Utvecklarna möttes av flera motgångar under utvecklingen av Journey. Det tog tre år att utveckla spelet, till skillnad från ett år som man tidigare trott. Företaget expanderades också från sju till arton anställda och riskerade att göra slut på pengarna mitt under utvecklingen. När spelet väl släpptes mottogs Journey av både god kritik och kommersiell framgång. Det blev Playstation Stores snabbast sålda spel någonsin, både i Europa och Nordamerika. Efter att spelets släppts påbörjade företaget arbetet på ett nytt projekt, och flera av dess anställda lämnade Thatgamecompany för att söka lyckan på annat håll. Kellee Santiago lämnade bolaget för ett annat, icke namngivet, företag. Designern Chris Bell lämnade för att starta en egen spelstudio, The Willderness, medan Robin Hunicke avgick för att kunna arbeta med Tiny Speck. Jenova Chen förklarar denna veritabla flykt från företaget med att det treåriga kontraktet hade upphört, att företaget fått slut på pengar och att lönerna hade upphört fram till dess att de fick in pengarna från Journey.
När intäkterna från Journey väl började strömma in tog Thatgamecompany tillbaka flera av de anställda som påverkats av likviditetsproblemet, inklusive några nya utvecklare. Företaget lyckades även samla ihop 5,5 miljoner USD från riskkapitalister, som de hoppades kunna använda till att utveckla framtida projekt, för flera plattformar och utan inflytande från utgivare. Sen de släppte Journey har de arbetat med ett nytt, icke tillkännagivet spel. Omkring 12 personer som arbetar med projektet, hälften av dessa arbetade med Journey. Thatgamecompany hoppas släppa spelet till "så många plattformar som möjligt", med en handkontroll som används på ett lika innovativt sätt som i deras föregående spel, bland annat när det kommer till rörelsekänsligheten via Sixaxis.
I maj 2014 meddelades det att företagets nästa spelprojekt fått sju miljoner dollar från olika investerare. Medan det hittills namnlösa spelet utvecklats har Thatgamecompany återutgivit Flow and Flower till både PlayStation 4 och PlayStation Vita. En uppdaterad version av Journey till Playstation 4 har tillkännagivits, men inget datum för detta har ännu offentliggjorts.

## Filosofi
Till skillnad mot många andra utvecklare, som utgår från en viss spelmekanik eller genre, börjar Thatgamecompany med att bestämma vilka känslor de vill påverka hos spelaren. Enligt Kellee Santiago skapar företaget en emotionell respons för att demonstrera vidden av de möjliga upplevelser som finns inom spel. Något som hon också anser är fler än de få som vanligtvis förekommer, som till exempel spänning och rädsla. Jenova Chen hävdar att företagets spel är mer menade att inverka på känslor, istället för ett budskap. Som ett specifikt exempel ändrade Chen designen i Flower när speltestarna kände att spelet förespråkade grön energi. Jenova anser att han är "för ung" för att skapa ett spel med ett starkt budskap, och skapar därmed företagets produkter på ett sådant sätt att de undviker uppenbara betydelser. Kellee Santiago har sagt att Thatgamecompanys mål är "att skapa spel som flyttar på gränserna som ett kommunikativt medium, och att skapa spel som tilltalar en större bredd av människor". Hon hoppas kunna förändra spelindustrin med denna process, så att andra företag använder sig av spelen som ett "kreativt medium" istället för en massproducerad produkt.
Thatgamecompanys anställda har inget emot att skapa actiontitlar, och har vid några tillfällen skapat "spännande" spel-prototyper som blivit väl mottagna av Sony. Dock anser Jenova Chen att det inte finns någon anledning för företaget att utveckla någon av dessa vid-sidan-om-projekt till en kommersiell produkt. Detta eftersom de då inte skapar några nya idéer som berättigar kostnaderna av att fortsätta vara en oberoende studio, i motsats till att arbeta för en redan existerande utvecklare. Chen anser också att Thatgamecompany inte ska skapa några "storsäljare med stor budget", då han tror att det finansiella trycket skulle hämma innovationen.

## Ludografi
I Flow ska spelaren navigera sig igenom en serie av tvådimensionella plan som en vattenlevande mikroorganism, som utvecklas genom att äta andra mikroorganismer. Spelets design grundar sig i Jenova Chens forskning i "Dynamisk svårighetsanpassning" (På engelska: Dynamic difficulty adjustment eller Dynamic game difficulty balancing) vid University of Southern California, samt på psykologen Mihaly Csikszentmihalyis teoretiska begrepp Flow.  Spelet släpptes till Playstation 3 den tredje februari 2007.
Flower är menad som en spirituell uppföljare till Flow. Genom att använda sig av Playstation 3:s rörelsekänsliga kontroll Sixaxis, kan spelaren kontrollera vinden som bär på ett Kronblad. Genom att flyga nära andra blommor, kommer kronbladen från dessa blommor att följa efter spelarens kronblad. Att närma sig blommorna kan också medföra vissa bieffekter inom spelvärlden, så som att sprudlande färger skapas på förut döda fält eller att stillastående vindkraftverk sätts i rörelse. Spelet innehåller varken text eller dialog, utan skapar istället primärt berättelsen genom visuella representationer och känslomässiga signaler. Spelet släpptes till Playstation 3 den tolfte februari 2009.
Journey är Thatgamecompanys senaste spel. I spelet kontrollerar spelaren en karaktär klädd i en röd rob i en vidsträckt öken. Karaktären far mot ett berg vid horisonten. Under vandringen kan spelaren möta andra spelare, som även de utför samma vandring. Spelarna kan inte kommunicera sinsemellan, men kan hjälpa varandra om de så önskar. Spelet släpptes till Playstation 3 den trettonde mars 2012.